# Tauriphila azteca
Tauriphila azteca är en trollsländeart som beskrevs av Philip Powell Calvert 1906. Tauriphila azteca ingår i släktet Tauriphila och familjen segeltrollsländor. Inga underarter finns listade i Catalogue of Life.